# Gardez
Gardez (paszto: ګردېز, perski: گردیز) – miasto we wschodnim Afganistanie, na południe od Kabulu.
Miasto jest ośrodkiem administracyjnym prowincji Paktija. Liczba ludności w 2021 roku wynosiła prawie 98 tys. mieszkańców.